# 五ヶ瀬町立三ヶ所中学校
五ヶ瀬町立三ヶ所中学校（ごかせちょうりつ さんがしょちゅうがっこう）は、かつて宮崎県西臼杵郡五ヶ瀬町にあった公立の中学校。略称は三中（さんちゅう）。
2016年（平成28年）3月末をもって閉校し、五ヶ瀬町立鞍岡中学校と統合の上、「五ヶ瀬町立五ヶ瀬中学校」が新設された。なお、三ヶ所中学校の校地および校舎は、新設の五ヶ瀬中学校に継承されている。

## 概要
歴史
1947年（昭和22年）の学制改革により、新制中学校として創立。最終名となったのは1956年（昭和31年）。2012年（平成24年）には創立65周年を迎えた。2016年（平成28年）3月末に閉校し、69年の歴史に幕を閉じたが、校地および校舎は新設された五ヶ瀬中学校に継承されている。
校章
中央に「中」の文字を配している。
校歌
作詞は岩本久枝、作曲は白井光男による。歌詞は2番まであり、歌詞中に校名は登場しない。なお、校歌はそのまま新設の五ヶ瀬中学校の校歌（学び舎の歌）として継承されている。
生徒数・職員数
- 生徒数 - 83名
- 職員数 - 15名（2015年（平成27年）4月（閉校年度）時点）

通学区域
- 五ヶ瀬町立三ヶ所小学校区
- 五ヶ瀬町立坂本小学校区
- 五ヶ瀬町立上組小学校区
  - 遠隔地･冬季の通学困難地域のため若葉寮（寄宿舎）があったが、2007年（平成19年）に閉寮し、スクールバスが運行されていた。

## 沿革
- 1947年（昭和22年）5月8日 - 学制改革により、国民学校高等科が青年学校普通科とともに、新制中学校「三ヶ所村立三ヶ所中学校」に改組・改称。初代校長は甲斐忠四郎。三ヶ所青年学校校舎（旧三ヶ所小学校校舎）5教室を中学校校舎として充当。4学級編成。生徒数は278名（1年137・2年84・3年57）。三ヶ所村立坂本小学校に「坂本分校」、三ヶ所村立桑野内小学校に「桑野内分校」、三ヶ所村立上組小学校に「桑野内分校上組教場」を設置。
- 1948年（昭和23年）
  - 5月 - 校舎不足のため、校地内にあった三ヶ所農協の製材所建物を修理の上、校舎に転用。
  - 9月 - 2教室を増築。
- 1949年（昭和24年）3月31日 - 坂本分校及び桑野内分校（上組教場を含む）を廃止の上、本校に統合。また、坂本・桑野内・上組からの遠距離通学生を対象に、寄宿舎を開設。
- 1950年（昭和25年）
  - 1月 - 木造平屋建て4教室が完成。
  - 3月 - 兼ヶ瀬に茶園を造成。
  - 9月 - 男子寄宿舎が完成。
- 1951年（昭和26年）12月 - 木造2階建て校舎が完成。
- 1954年（昭和29年）9月 - 台風により大きな被害を受ける。
- 1955年（昭和30年）8月7日 - 貫原女子寄宿舎が完成。
- 1956年（昭和31年）
  - 5月 - へき地集会所が完成し、講堂として使用を開始。
  - 8月1日 - 五ヶ瀬町の発足に伴い、「五ヶ瀬町立三ヶ所中学校」に改称。
- 1959年（昭和34年）12月 - 運動場の北端にあった校舎を南端に移転。
- 1960年（昭和35年）4月 - 木造2階建て校舎（4教室）が完成。貫原男子寄宿舎が完成。
- 1961年（昭和36年）6月 - 木造2階建て校舎2棟（6教室）が完成。
- 1967年（昭和42年）5月 - 校旗を制定。
- 1970年（昭和45年）
  - 8月 - 運動場側平屋建校舎を解体。
  - 9月 - 宮崎県立高千穂高等学校五ヶ瀬分校の移転により、校舎および校地が譲渡される。
- 1971年（昭和46年）
  - 1月 - 完全給食を開始。
  - 4月 - 女子制服（冬服セーラー型）を制定。
- 1973年（昭和48年）2月 - 旧女子寄宿舎を解体。
- 1974年（昭和49年）1月 - 男子寮が完成。
- 1982年（昭和57年）- 新校舎予定地の敷地造成が完了。
- 1984年（昭和59年）3月 - 鉄筋コンクリート造の新校舎（体育館改築を含む）が完成し、移転を完了。
- 1985年（昭和60年）- 貫原から正門までの坂道が「もみじ坂」と命名される。
- 1990年（平成2年） - 五ヶ瀬ハイランドスキー場の開業に合わせ、スキー教室を開始。体育館の一部を増築。クラブハウス（部室）が完成。
- 1998年（平成10年）- 創立50周年記念式典を挙行。
- 2007年（平成19年）3月 - 若葉寮を閉寮（60年の歴史に幕を下ろす）。スクールバス･定期代補助に切替え。
- 2016年（平成28年）4月 - 閉校。五ヶ瀬町立鞍岡中学校と統合の上、五ヶ瀬町立五ヶ瀬中学校が新設される。

## 行事
- 5～6月 - 茶摘み体験学習
- 8月 - 職場体験学習

## 部活動
- 野球部
- 男子バレーボール部
- 女子バレーボール部
- 女子ソフトテニス部
- 剣道部

## 交通
最寄りのバス停留所
- 宮崎交通バス「五ヶ瀬町立病院」停留所より徒歩12分。

最寄りの幹線道路
- 国道218号
- 大分県道・熊本県道・宮崎県道8号竹田五ヶ瀬線

## 周辺
- 五ヶ瀬町立三ヶ所小学校
- 五ヶ瀬町役場
- 五ヶ瀬町 町民センター
- 五ヶ瀬町社会福祉協議会
- 五ヶ瀬町商工会
- 高千穂警察署 五ヶ瀬警察官駐在所
- 五ヶ瀬町国民健康保険病院
- 五ヶ瀬郵便局
- 三ヶ所川

## 参考資料
- 「五ヶ瀬町史 続編」（2023年（令和5年）3月31日発行, 五ヶ瀬町）p.531～p.534